# Muammar al-Gaddafi
Muammar al-Gaddafi (Sirt, 7. lipnja 1942. – blizina Sirta, 20. listopada 2011.), bio je libijski političar, državnik, vojni vođa i de facto Libijski čelnik.
Nakon vojnog udara 1969. godine postao je poglavar Libije. Definiran je do danas kao samoproglašeni revolucionarni vođa, bez formalnog mandata koji je vodio politiku Libije do svoje smrti.
Rodio se je kao najmlađe dijete u seljačkoj obitelji. Dobio je tradicionalno vjersko osnovno obrazovanje, a kasnije je išao u daljnju školu, ali je iz nje izbačen zbog političkoga aktivizma. Odrastao je u pustinjskom predjelu Sirta, u Sidranskome zaljevu. Bio je i na treningu i obuci u Ujedinjenomu Kraljevstvu. U srednjoj školi je skupio grupu prijatelja koja će na kraju doći na vlast udarom.
Godine 1970. dolazi na vlast kao čelnik skupine mlađih vojnih časnika koji su srušili monarhiju kralja Idriza. Gaddafi promiče panarapski nacionalizam i eliminira zapadni utjecaj u Libiji te zbog sponzoriranja terorizma dovodi Libiju u sukob s međunarodnom zajednicom.
Gaddafi u Libiji uvodi oblik islamskog socijalizma koji je pokušao elaborirati u svom literarnom uratku „Zelena knjiga”, koja neuobičajeno kombinira marksistička načela i islamsku tradiciju.
Ima čin pukovnika u koji je promaknut nakon dolaska na vlast 1. rujna 1969. godine.
Za života je bio de facto vođa Libije, iako nije imao nikakvu titulu ili službene ovlasti. Zaoštrio je odnose sa Zapadom. Bio je bliski suradnik PLO-a. Najviše je kritiziran zbog toga što su iz Libije potjecali oni koji su srušili putnički zrakoplov nad Lockerbiem. Kada je SAD-om vladao Ronald Reagan, pokušali su ga srušiti, ali neuspješno. Libija je napadnuta 15. travnja 1986. godine. Nije se promaknuo u čin generala, kao njemu sličan vođa Manuel Noriega.
Uzor mu je bio egipatski predsjednik Gamal Abdel Nasser. Nakon Nasserove smrti, pokušao se nametnuti kao panarapski lider. Želio je ujediniti Egipat, Libiju, i Siriju u jednu državu. Pokušao je ujediniti Tunis i Libiju, nije uspio i to je uzrokovalo duboki animozitet.
Gaddafi je imao suprugu i osmero djece (sedam sinova i jednu kćer). Posvojena kći Hanna navodno je poginula tijekom napada na Libiju dok se o sudbini ostatka obitelji još pojavljuju različite informacije.

## Rane godine
Muammar Gaddafi rodio se 1942. godine u beduinskom šatoru na području pustinjske pokrajine – u Sirtu, u tadašnjoj Libiji koja se nalazila pod talijanskom okupacijom. Njegovog djeda su ubili Talijani 1911. godine tijekom njihove invazije u Talijansko-turskom ratu, a rođaci su mu poginuli u eksploziji zaostale talijanske mine kada je ima 6 godina. Gaddafijev otac uzgajao je stoku zbog čega je obitelj bila u vječitoj potrazi za plodnom zemljom u ovoj pustinjskoj državi što je dovelo do čestih seljenja u skladu s beduinskom tradicijom. Tijekom djetinjstva pao je pod utjecaj Naserove ideologije tako da 1956. godine sa samo 14 godina sudjeluje u demostracijama protiv Izraelsko-francusko-britanske invazije Sinaja i Sueskog kanala. Tri godine kasnije Gaddafi postaje član konspirativne grupe, a 5. listopada 1961. godine on je vođa svoje vlastite grupe s kojom održava lokalne demonstracije protiv sirijskog izlaska iz unije s Egiptom zbog čega će biti izbačen iz škole.
Proklamirani cilj ove nove konspirativne grupe postaje ukidanje libijske monarhije i revolucija Naserovog tipa u Libiji, ali traženje puta od revolucionarne ideje do nalaska načina kako je izvršiti proći će dvije godine. Početni projekt nastaje 1963. godine kada Gaddafi sa svojim susudionicima sličnih godina rođenja stvara zavjeru da zajedno krenu u vojnu školu, a svoj osnovni oblik koji se više neće mijenjati dobiva 1964. godine stvaranjem organizacije slobodnih časnika i njenog centralnog komiteta kada svi pučisti dobivaju svoje pojedinačne, autonomne zadatke, dok jedini Gaddafi kao vođa zavjere zna cijeli plan državnog udara. Sljedećih 5 godina pučisti će napredovati na vojnim pozicijama u Libijskoj vojsci i početi zauzimati unaprijed dogovorene pozicije na strateškim mjestima u državi.

## Rušenje kralja Idrisa
Napredak Gaddafijevih mladih časnika u drugoj polovici 1960-ih išao je u korak sa slabljenjem vlasti ostarjelog kralja Idrisa i njegove politike savezništva s Velikom Britanijom i SAD-om, a protiv volje naroda koji je pao pod potpuni utjecaj ideologije panarabizma. Masovne protudržavne, protužidovske nekontrolirane demonstracije 1967. godine za vrijeme i nakon šestodnevnog rata postaju simbol raspada kraljeve vlasti nakon čega Židovi masovno bježe iz Libije. Jedini odgovor na to su kraljeve čistke sirijskih, palestinskih i drugih arapskih ne-libijskih elemenata u zemlji što će na kraju izazvati još veći bijes.
Druga slabost kraljevog režima postaje njegovo zdravlje i nepostojanje nasljednika što izaziva mini zavjere različitih političkih skupina koje pokušavaju zauzeti najbolje pozicije za razdoblje nakon kraljeve smrti. Te skupine na kraju u svojim dvorskim borbama istovremeno stvaraju određenu političku ravnotežu, ali ne i stabilnost pošto jedna drugu blokiraju u stalnoj borbi za vlast.
Ta osjetljiva politička ravnoteža je narušena 4. kolovoza 1969. godine kada kralj Idris potpisuje abdikaciju u korist svog nećaka princa Hasana s time da će ona postati vrijedeća 2. rujna 1969. godine. Muammar Gaddafi je tada shvatio kako je zadnji čas za državni udar prije no što na vlast dođe potencijalno jači državni vladar.
U skladu s takvim razvojem događaja 1. rujna 1969. godine Gaddafijeva grupa mladih časnika izvodi beskrvni državni udar protiv kralja Idrisa koji se tada nalazio na liječenju u Turskoj. Novi režim je stvoren istog dana, a na njegovom čelu se našao Revolucionarni komandni savet od 12 članova pod Gaddafijovom kontrolom koji ukida monarhiju i proglašava novu Libijsku Arapsku Republiku.
Narod je državni udar dočekao s oduševljenjem, a kao jedina opasnost se pojavila mogućnost britanske invazije koja ubrzo otpada dogovorom kralja Idrisa i Revolucionarnog komandnog savjeta po kojemu on kralj priznaje rezultat državnog udara, a revolucionari garantiraju sigurnost njegove obitelji u Libiji.

### Prvi potezi
Istoga dana kada dolazi do preuzimanja vlasti, Revolucionarni komandin savjet obećaje da će uz Božju pomoć država krenuti putem „slobode, jedinstva, socijalne pravde, jednakosti stanovištva i otvaranjem vrata poštenim poslovima”, a libijski narod je pozvan da krene zajedno kao slobodna braća u novo doba prosperiteta, jednakosti i poštenja
Također Revolucionarni komandni savjet je na vanjskopolitičkom planu obavjestio sve strane vlade da državni udar nije usmjeren protiv niti jedne države i da će svi međunarodni ugovori ostati na snazi, a imovina stranaca u Libiji će biti zaštićena. U sljedećih par dana novostvoreni režim je dobio međunarodno priznanje svih država, a 24 sata nakon onog američkog od 6. rujna 1969. godine dolazi do formiranje prve vlade koja dobiva zadatak da provodi program Revolucionarnog komandnog savjeta
Tijekom prvih mjeseci Revolucionarni komandni savjet odbija otkriti tko je njegov predsjednik. Da je to duboko religiozni i asketski mlađahni časnik kapetan Muammar Gaddafi,  bit će libijskoj i svjetskoj javnosti otkriveno tek u siječnju 1970. godine

### Protuudari
Gaddafijevo beskrvno i lagano preuzimanje vlasti je gotovo odmah postalo signal za ostale ambiciozne političare s dovoljno jakom političkom ili vojnom bazom da pokušaju nešto slično, a što je dovelo do dva pokušaja državnog udara u manje od godinu dana. Prvi od njih je bio prosinački zajednički pokušaj ministra obrane i ministra unutrašnjih poslova koje je u rujnu Revolucionarni komandni savjet bio postavio u ministarske fotelje. Nakon gušenja puča Gaddafi je uzeo poziciju premijera i ministra obrane, dok je Abdel Salam Jallud, njegov zamjenik u RKS, postao ministar unutrašnjih poslova.
Do novog pokušaja državnog udara došlo je mjesec dana nakon američkog napuštanja vojne baze u Libiji u srpnju 1970. godine. Ovaj pokušaj pokrenuo je Abdullah Abid Sanusi rođak kralja Idrisa, a nakon njegova gušenja Revolucionarni komandin savjet skida masku civilne vlade i preuzima de facto i de jure potpunu vlast u državi.

## Reforme i ideologija
Jedan od prvih koraka Gaddafija nakon dolaska na vlast bila je reforma kalendara i to tako da je promijenio imena mjeseci u godini, a kao prva godina se računala ona od proroka Muhameda, dok su ostale reforme službeno najavljene 15. travnja 1973., a nakon njegovog razočarenja s nedostatkom revolucionarnog entuzijazma kod stanovništva. Te reforme su bile podijeljene u nekoliko osnovnih točaka:
- Otkazivanja svih postojećih zakona koji je donio prethodni monarhistički režim i njegove zamjena zakonima s osnovom na muslimanskom zakoniku;
- Ukidanje sve političke opozicije to jest zabrana svi drugih političkih opcija, što je uključivalo komunističke i pro-kapitalističke stranke, ali i Muslimansko bratstvo;
- davanje oružja stanovnicima kako bi branili revoluciju;
- reforma državne administracije i borba protiv korupcije;
- promoviranje muslimanskih ideja i zabrana svega u suprotnosti s njom.[7]

Gaddafi kojemu za njegovu libijsku revolucije i reforme uzor biva Kineska kulturna revolucija, cilj postaje obnova starih arapskih i islamskih kulturnih vrijednosti. Taj po Gaddafiju poseban libijski razvojni put na kraju postaje mješavina ekstremnog etničkog nacionalizma ili, preciznije, panarabizma, planirane socijalne ekonomije, islama i stanja socijalno osjetljive vojne vojne diktature s njim na čelu. Uporište režima su vojska, državni aparat i seosko stanovništvo za koje te institucije su praktički jedini mehanizam društvenog napredovanja, odnosno stanovništvo Tripolitanije u klanovski i regionalno podijeljenoj Libiji.
Iako za stanovnike Zapadne Europe i SAD-a ovako postavljena ideologija zvuči neobično, Gaddafijeve ideje o povratku na muslimanske vrijednosti, kritici državne administracije i konzumerizma, politika nesvrstanosti između velesila te protivljenje Izraelu su bili u liniji s razmišljanjem tipičnih stanovnika Libije prve polovice 1970-ih.

## Islamski socijalizam i panarabizam
Gaddafi je zasnovao svoj novi režim na mješavini arapskog nacionalizma, europske socijalne države i onoga što je Gaddafi opisao kao „izravna, narodna demokracija”. On je nazvao ovaj sustav islamski socijalizam i dok je dopuštao privatno vlasništvo u malim poduzećima, vlada je kontrolirala velika poduzeća. Gaddafijeva ideologija je kao svoje temeljne ciljeve navodila blagostanje, „oslobođenje” i obrazovanje. Također je nametnuo islamska moralna pravila, zabranivši točenje alkohola i kockanje. Kako bi ojačao ideale ovakve socijalističko-islamske države, Gaddafi je objavio svoju političku filozofiju u Zelenoj knjizi, izdanoj 1976. godine. U praksi je trud libijskoga političkog sustava u ostvarivanju ciljeva i svojih uzvišenih ideala nailazio na sve veće probleme, uglavnom zbog unutarnjega otpora klanova povezanih sa svrgnutim kraljem Idrisom; dok je puč 1969. godine izvršen bez prolijevanja krvi, na svaki daljnji pokušaj državnoga protuudara se odgovaralo sve većom represijom tako da je 1980. došlo do odluke da se važniji i politički protivnici fizički likvidiraju, bez obzira živjeli oni u Libiji ili Europi.
Gaddafi je od djetinjstva bio oduševljen Naserovim idejama o panarabizmu i postao je vatren zagovornik ujedinjenja svih arapskih država. Također je podržavao panislamizam, s idejom labavoga saveza svih islamskih država i naroda. Nakon Naserove smrti 28. rujna 1970. godine, Gaddafi je pokušao preuzeti ulogu ideološkoga vođe arapskoga nacionalizma. Proglasio je „Federaciju Arapskih Republika” (Libija, Egipat i Sirija) 1972. godine, nadajući se stvaranju panarapske države, ali se tri države nisu složile oko uvjeta spajanja. Godine 1974. potpisao je sporazum s tuniskim vođom Habibom Burgibom o spajanju dvije zemlje, ali se ni ovo nije ostvarilo već se neslaganje dviju država pretvorilo u veliko neprijateljstvo.
Gaddafi je također postao vatrenim pristašom Palestinske oslobodilačke organizacije, što je na kraju pokvarilo libijske odnose s Egiptom kada je ta država 1979. godine započela mirovne pregovore s Izraelom. Kako su se libijski odnosi s Egiptom pogoršavali, Gaddafi je htio bliže odnose sa Sovjetskim Savezom. Libija je postala prva država izvan Istočnoga bloka koja je dobila nadzvučne MiG-25 lovce; usprkos tomu odnosi Libije i SSSR-a nisu bili pretjerano bliski. Gaddafi je također htio povećati utjecaj Libije u Africi, posebno u državama s islamskom populacijom, pozivajući na stvaranje Saharske islamske države i podržavajući pobunjeničke snage u Supsaharskoj Africi.
Značajna karakteristika njegova politike je bila podrška oslobodilačkim pokretima, koji su u većini slučajeva bili muslimanske grupe. Tijekom 1970-ih i 1980-ih ona je toliko izdašno davana da su sve subverzivne organizacije širom svijeta, bez obzira na to koliko njihova ideologija bila različita od Gaddafijeve, mogle računati na libijsku podršku, a što je uključivalo grupe od radikalne ljevice u Zapadnoj Europi, preko irskih nacionalista do neonacističkih grupa. Međunarodna javnost je bila zbunjena ovom politikom, a američka, a prije svega Reaganova administracija je Gaddafijev režim držala odgovornim za terorističke aktivnosti i u arapskim i u nearapskim državama. Po navodima SAD upravo je Gaddafi bio jedan od glavnih financijera različitih palestinskih pokreta, uključujući zloglasni Crni rujan, počinitelje masakr nad izraelskim sportašima tijekom Olimpijskih igara 1972. u Münchenu.

## Odnosi s Jugoslavijom
Tijekom vojnog školovanja u 1960-ih Gaddafi je osim Velike Britanije posjetio i tadašnju Jugoslaviju gdje upoznaje medicinsku sestru Sofiju Farkaš iz Mostara koja mu je postala druga žena 1970. godine. Njezin utjecaj na muževu politiku je vrlo upitan, ali nakon smrti svoga prvoga uzora Nasera 1970. godine jedan od najvećih Gaddafijevih prijatelja postaje Titova Jugoslavija čija politika nesvrstanosti među blokovima postaje uzor njegovoj politici nesvrstanosti.  Taj odnos bio je daleko od jednostranog, jer je Libija s jedne strane dobivala tehničku pomoć i određen broj vojnih instruktora, a Jugoslavija je s druge strane dobivala naftu.
U skladu s tom suradnjom Jugoslavija na zahtjev Libije 1978. godine donosi odluku o gradnji tvornice za proizvodnju streljiva kao i remont sovjetskog oružja na raspolaganju Libije, a također je donesena odluka o prodaji ophodnih čamaca i borbenih zrakoplova tipa Galeb.
Međunarodno najosjetljiviji dio tih odnosa postaje remont libijskih Migova u Jugoslaviji pošto je do njega dolazilo njihovim direktnim preletom iz Libije u Jugoslaviju (i potom povratkom natrag) protivno američkim sankcijama i nosačima zrakoplova (od SAD-a i Francuske) u mediteranu od kojih je Italija te prelete pokušavala sakriti. U takvoj situaciji se pretpostavlja da je došlo do rušenja talijanskog putničkog zrakoplova DC9 27. lipnja 1980. godine. Navodi se da je tipičan način preleta bio da se libijski zrakoplov sakrije pod radarsku siluetu putničkog zrakoplova. Na mjestu pada putničkog zrakoplova je kasnije nađen američki dopunski zrakoplovni spremnik goriva koji se odbacuje u slučaju borbe, i potom 20 dana kasnije nađen je srušeni libijski borbeni zrakoplov MiG-23. Po drugoj verziji ove nikada razjašnjene eksplozije zrakoplova u zraku zbog američko-talijanskog uništenja, to jest „gubitka” crne kutije i radarskih podataka, te je Francuska oborila zrakoplov jer se mislilo kako je u njemu bio Gaddafi.
Nakon raspada Jugoslavije Gaddafi nastavlja održavati prijateljske odnose s državama nasljednicima, iako će se ekonomsko-politička suradnja drastično smanjiti. 2000-ih Gaddafi je razvio blisko prijateljstvo s hrvatskim predsjednikom Stjepanom Mesićem, koje je kasnije postalo predmetom kritika hrvatskih desničarskih i prozapadnih krugova.

## Ratovi

### Egipat
U drugoj polovici 1970-ih godine, nakon što su pregovori Egipta i Izraela o sklapanju mira postali javna tajna, a s njim i ulazak Egipta u proamerički blok država došlo je do pogoršanja odnosa između dvije do tada prijateljske države. Zbog toga je tadašnji egipatski potpredsjednik Hosni Mubarak 25. siječnja 1976. godine obavijestio SAD da planira neodređenu akciju protiv Libije s ciljem obaranja Gaddafija . a nakon čega dolazi do međusobnih optužba o terorističkim napadima i pokušaju državnog udara. Tijekom 1976. godine je Egipat s američkim blagoslovom započeo mobilizaciju i koncentraciju trupa na libijskoj granici Do kratkotrajnog rata je došlo u srpnju 1977. godine, nakon Gaddafijevog poziva pristalicama da krenu na „marš na Kairo” protiv mirovnog sporazuma Egipta i Izraela. Egipatska granična policija je zaustavila demonstrante, nakon čega je došlo do oružanog sukoba na granici. Brojčano superiorne egipatske snage su brzo osvojile ključne libijske pogranične gradove, ali je Egipat pod pritiskom drugih arapskih država sklopio mir. Komentar egipatskog predsjednika  Sadata o Gaddafiju tijekom ovih događaja je bio: „On je maleno umišljeno dijete kojemu se mora pokazati njegovo mjesto u svijetu”.

### Čad
Sukob Libije i Čada svoje korijene ima u teritorijalnom spor oko uranom bogatog Pojasa Aouzou, a oružanu komponentu je dobio još za vrijeme kralja Idrisa čija je vlada u građanskom ratu 1968. godine podupirala muslimanske pobunjenike nastojeći uspostaviti kontrolu nad tim područjem. Gaddafi je nastavio s tom politikom, te je podupro puč protiv kršćanskog predsjednika Françoisa Tombalbayea 27. srpnja 1971. godine. Puč nije uspio, i Tomalbabye je nakratko u znak odmazde počeo podupirati libijsku opoziciju i nastojao anektirati južnu libijsku oblast Fezzan. Međutim, posredovanjem Francuske su Libija i Čad vrlo brzo sklopili mir; u zamjenu za libijsko okretanje leđa pobunjenicima, Čad ne samo što je raskinuo diplomatske odnose s Izraelom, već je 1972. godine i neslužbeno priznao pripojenje pojasa Aouzou.
Sporazum je, međutim, izazvao duboko nezadovoljstvo u Čadu te je bio razlogom za puč 1975. godine u kome je Tomalbaye ubijen i zamijenjen generalom Felixom Malloumom koji je vodio antilibijsku politiku. Gaddafi je ponovno počeo podržavati raznorazne pobunjeničke frakcije, a što je rezultiralo neposrednom vojnom intervencijom 1978. godine. Vlada u N'Djameni se za pomoć obratila svom bivšem kolonijalnom gospodaru Francuskoj koja je intervenirala s Legijom stranaca. Borbe su se s prekidima i promjenjivim ishodom vodile do 1988. kada su Libija i Čad obnovili diplomatske odnose. Spor je diplomatski riješen odlukom Međunarodnog suda pravde koji je pojas Aouzou 1994. godine predao Čadu.

### SAD
Prve ozbiljnije napetosti između Libije i SAD su se pojavile 1973. godine kada je Gaddafi cjelokupni Zaljev Sidra proglasio libijskim teritorijem, a geografsku liniju od 32 stupnja i 30 minuta sjeverno proglašava „granicom smrti”, rekavši da će njen neovlašteni prelazak izazvati libijsku vojnu intervenciju. Kao odgovor na to je američka ratna mornarica započela s „operacijama uspostavljanja slobode navigacije”, izvodeći vojne vježbe u tom području.  Prvi okršaji su zabilježeni 21. ožujka 1973. godine kada su libijski lovci napali američki špijunski zrakoplov koji se po ameirčkim izvorima nalazio izvan libijskog teritorija. Novi incident se zbio 16. rujna 1980. godine kada su libijski lovci ponovno napali američki špijunski zrakoplov.
Prvi sukob sa žrtvama se pak zbio nakon što je američki predsjednik u Zaljev Sidra 1981. poslao dva nosača zrakoplova. 19.8. je došlo do tzv. incidenta u kome su američki lovci F-14 Tomcat oborili dva libijska borbena zrakoplova Su-22 tako što su na njih ispalili rakete. Taj je incident dodatno pogoršao libijsko-američke odnose već načete Gaddafijevim svrstavanjem uz SSSR u hladnom ratu, neprijateljstvom prema proameričkom Egiptu, kao i podršci PLO-u te antiameričkom Iranu u Iračko-iranskom ratu. Zbog toga su u ožujku 1982. godine SAD objavile zabranu uvoza libijske nafte i izvoz Libiji američke tehnologije za industriju nafte; s druge strane zapadnoeuropske države se nisu priključile toj inicijativi.
U ožujku 1986. godine je došlo do novog, još ozbiljnijeg incidenta u Zaljevu Sidra kada su SAD sa svojim pomorskim snagama prešle „Granicu smrti” i reakciju libijskih mornaričkih snaga iskoristile kako bi potopile dva libijska ratna broda. Gaddafi je nakon toga pozvao Arape da „napadaju američke interese” u svijetu i Europi; 5. travnja 1986. je u tadašnjem Zapadnom Berlinu eksplodirala diskoteku koju su posjećivali američki vojnici. Američka administracija je za teroristički napad odgovornim proglasila Gaddafija, te je 15. travnja pokrenut veliki zračni napad na Libiju, tijekom kojeg je bombardirana i Gaddafijeva rezidencija, a sam Gaddafi navodno ranjen. Napad je kasnije osuđen od strane najviše članova tadašnjih UN.
Libijska podrška terorističkim organizacijama je potvrđena krajem 1987. godine kada je presrtenut trgovački brod MV Eksund. Namenjeno Irskoj republikanskoj armiji, velika pošiljka oružja i eksploziva je oduzeta s Eksunda. Britanska obaveštajna služba je verovala da to nije prvi put i da su prethodne libijske pošiljke oružja stizale do Irske republikanske armije.
Jedna od posljednjih epizoda američko-libijskog sukoba se vezuje uz bombaški napad kojim se srušen američki putnički zrakoplov iznad Lockerbieja u Škotskoj 21. prosinca 1988. godine za koga su se odgovornim držali agenti libijske obavještajne službe. Gaddafijevo odbijanje da surađuje s istragom i izruči osumnjičene agente je dovelo do toga da Libija 1990-ih pretrpi dodatne međunarodne sankcije i zapadne u međunarodnu izolaciju. S druge strane je Gaddafi iskoristio iračku invaziju Kuvajta 1990. godine kako bi stajanjem na stranu anti-sadamovske koalicije stvorio temelje za buduće bolje odnose sa SAD-om.
Izlazak iz izolacije je započeo posredovanjem predsjednika Južne Afrike Nelsona Mandele koji je Libiju posjetio 1997. godine - te glavnog tajnika UN-a Kofija Annana. Gaddafi je 1999. godine prihvatio njihov kompromisni prijedlog koji je uključivao predavanje optuženih agenata Nizozemskoj. Time su suspendirane sankcije UN, ali su američke sankcije Libiji ostale na snazi.

## NoviGaddafi
Nakon završetka hladnog rata, Gaddafi je nastojao odbaciti svoj nekadašnji radikalni imidž te sebe predstaviti kao „novog” i „reformiranog”, odnosno umjerenog političara. Od polovice 1990-ih je uspio poboljšati odnose s do tada neprijateljskim bliskoistočnim državama. Promijenio je i svoj nekadašnji beskompromisni stav u arapsko-izraelskom sukobu predloživši kao rješenje koncept dvonacionalne države Židova i Palestinaca nazvavši ga Izratina.
Istovremeno, Gaddafi je stekao veliku popularnost u Africi. Samim time što je postao jedan od najdugovječnijih poslijekolonijalnih šefova države, Gaddafi uživa uživa poštovanje među mnogim Afrikancima; to je uključilo i priznanje Nelsona Mendele i drugih; također je, pogotovo od početka 1990-ih bio aktivan u raznim pan-afričkim organizacijama, kao što je Organizacija afričkog jedinstva. Stekao je i reputaciju velikog dobrotvora, šaljući financijsku i drugu pomoć državama subsaharske Afrike, pogotovo onima pogođenima dugotrajnim i krvavim građanskim ratovima, kao što su Uganda 1980-ih i Ruanda 1990-ih godina. Pod Gaddafijem je veliki broj Afrikanaca došao u Libiju radi posla, a mnogi ekonomski emigranti - posebno iz Somalije i Gane - su koristili Libiju kao odskočnu dasku do Italije i ostalih europskih država.
Gaddafi je također pokazao želju za popravljanje svoje slike u zapadnom svijetu. Godine 1999. je Libija pozvala međunarodnu zajednicu da se počne boriti protiv Al-Kaide te je, kao znak dobre volje, ponudila svoj program oružja masovnog uništenja međunarodnoj inspekciji. Međutim, administracija tadašnjeg američkog predsjednika Clintona za to nije pokazivala interes. To, međutim, nije bio slučaj s administracijom američkog predsjednika Georgea W. Busha, a pogotovo poslije  napada 11. rujna 2001. godine, kada su SAD tražile što veći broj saveznika u ratu protiv terorizma. Gaddafi je 2003. diplomatski iskoristio i američku invaziju na Irak te objavio kako je Libija posjedovala aktivan program oružja za masovno uništenje, ali da ga je voljan uništiti pod međunarodnim nadzorom.
Bush i njegove pristaše, pogotovo nakon što se američka i svjetska javnost, počela sve više okretati protiv rata u Iraku, su ovu Gaddafijevu ponudu nastojale iskoristiti kao veliku američku diplomatsku i propagandnu pobjedu, ustvrdivši kako je upravo svrgavanje Sadama Huseina potaklo dotada „problematičnog” libijskog vođu da „progleda”; njegov čin je shvaćen kao opravdanje američke invazije. Time su stvoreni dodatni uvjeti za američko-libijski reapprochement, a u kome je veliku ulogu odigralo posredovanje talijanskog premijera Berlusconija, inače bliskog Gaddafijevog prijatelja. U Libiji je otpočeo proces uništavanja oružja, a s vremenom su poboljšani i odnosi s Francuskom u toj mjeri da je ta država u ožujku 2006. Francuska potpisala ugovor s Libijom o razvijanju velikog programa za nuklearnu energiju.
Ožujka 2004. godine britanski premijer Tony Blair je postao prvi zapadni lider koje je posjetio Libiju i javno se susreo s Gaddafijem, označivši time i britansko-libijski reapprochement, odnosno odmrzavanje odnosa opterećenih i ubojstvom britanske policajke Yvonne Fletcher od strane libijskih agenata u Londonu 1984. godine Blair je tada pohvalio Gaddafija i izrazio nadu da će Libija sada biti snažan saveznik u Ratu protiv terorizma.
15. ožujka 2006., Ministarstvo vanjski poslova SAD-a je objavio da će ponovo uspostaviti pune diplomatske odnose s Libijom. Ovo je došlo nakon objavljivanja libijskog programa za masovno uništenje tako da je SAD također izjavio da će Libija biti uklonjena s liste nacija koje podržavaju terorizam. 

## Opozicija, atentati i zavjere
Za opoziciju Gaddafijevom režimu je karakteristično kako nije temeljena na ideološkim razlikama, koliko tradicionalnim klanovskim i drugim suparništvima, najčešće vezanim uz podjelu Libije na Tripolitaniju i Cirenaiku, dvije kroz povijest uglavnom odvojene pokrajine koje su tek pod uticajem europskih kolonijalnim sila u 20. stoljeću postale jedna politička cjelina. Od sticanja nezavisnosti pa sve do Gaddafijevog udara, libijskim političkim društvom je dominirala Cirenaika i njeni klanovi vezani uz kraljevsku obitelj: Gaddafi je to promijenio ojačavši uticaj tripolitanskijih klanova. Zbog svega toga se jezgra otpora Gaddafijevom režimu nalazilo na istoku zemlje, odakle potiču glavnina sudionika raznih zavjera za njegovo ubojstvo i svrgavanje, sada su poznate sljedeće zavjere ili pokušaji ubojstva Muammara Gaddafija:
- prosinac 1969. - pokušaj državnog udara od strane ministra obrane Adam Said Hawwaza i ministra policije Muse Ahmada[6]
- srpnja 1970. - pokušaj državnog udara kraljevog rođaka Abdullah Abid Sanusija koji je ujedno pripadnik klanova Cirenaike i Fezzana. Gaddafijev odgovor na ovaj pokušaj državnog udara postaje represija usmjerena na klanove Cirenaike tako da dolazi do uhićenja i suđenja rođaka kralja Idrisa, bivših ministara i članova državne administracije.
- 1975. – 1976.  - pokušaj državnog udara od strane dijela slobodnih časnika predvođenih s Omarom Mihajašijem je spriječen 1975. godine,[24] a on sam dobiva azil u Egiptu. Odakle je organiziran novi puč, nakon čijeg neuspjeha je pogubljeno 22 časnika; godine 1984. su pogubljeni i glavni pučisti.
- 27. lipnja 1980 - po riječima tadašnjeg talijanskog premijera Francesca Cossige talijanski putnički DC9 koji je kasnio 2 sata je oboren od francuskog borbenog zrakoplova zbog sumnje da se u njemu nalazi Gaddafi.[25]
- 1980. - neuspješna vojna pobuna u istočnom gradu Tobruku, nakon koje je Gaddafi odobrio slanje atentatora koji će vršiti atentate na njegove političke protivnike u stranim džavama, uključujući Zapadnu Europu.
- 1984. - neuspio državni udar, iza koga su stajale libijske opozicijske organizacije u izbjeglištvu
- 15. travnja 1986. - U Operaciji kanjon El Dorado SAD kao osvetu na teroristički napad u Berlinu bombardira zgradu u kojoj se nalazi Gaddafi koji će zavisno od izvora biti u zadnji čas informiran od premijera Malte i Italije[26] da nepoznati borbeni zrakoplovi idu prema glavnom gradu. U napadu gine Gaddafijeva posvojena kćer, a ranjena su 2 sina.
- 1989. - tijekom posjeta Siriji na Muammara Gaddafija je bio izvršen neuspio atentat[27]
- 1993. - Pokušaj državnog udara organiziran od časnka povezanih s Varfalah klanom iz grada Zintat; mjesta koje će postati jezgra ustanka 2011. godine[28]
- veljača 1996. - Dolazi do neuspjelog atentata u gradu Sirt iza kojeg navodno stoje muslimanski ekstremistički krugovi[29]
- rujna 1996. - Atentat bombom u gradu Fazan. Kanadski izvori govore o atentatu organiziranom od pučista raznih klanova među kojima se i oni iz Gaddafijevog.[29] Libija za atentat koordiniran s pobunom u Cirenaici je optužila britanske agente[30][31]
- 31. srpnja 1998. - Muammar Gaddafi preživljava atentat u blizini egipatsko-libijske granice samo zahvaljujući žrtvi svog tjelohranitelja.[27] U ovom britanskom atentatu[32]  Gaddafi je ranjen.
- 2006. - Zavisno od interpretacija pobuna ili samo nemiri u Bengaziju, glavnom gradu Cirenaike tijekom kojih će biti ubijeno 30 osoba.

## Obitelj i talijanski poslovi
Djeca
- Muhammad al-Gaddafi  (1970.), pobjegao u Alžir s ostatkom obitelji.
- Saif al Islam al-Gaddafi  (1972.), uhićen u južnom dijelu Libije nakon ubojstva oca te će mu se suditi u Libiji.
- Al-Saadi al-Gaddafi  (1973.), pobjegao u Niger gdje živi.
- Hanibal al-Gaddafi  (1975.), pobjegao sa suprugom i s jedinim živućim djetetom (od njih dvoje) i ostatkom obitelji u Alžir.
- Ayesha al-Gaddafi  (1976.), pobjegla s ostatkom obitelji u Alžir, gdje je rodila četverto i jedino živuće dijete.
- Moatassem al-Gaddafi  (1977. – 2011.), ubijen poslije borbe za Sirt.
- Saif al Arab al-Gaddafi  (1982. – 2011.), ubijen tijekom zračnog napada na Tripoli.
- Khamis al-Gaddafi  (1983. – 2011.), ubijen u gradu Zlitenu.

Gaddafi je imao osmero djece, od toga prvi sin mu je iz prvog braka dok su sva ostala djeca (6 sinova i kćer) iz drugog braka sa Sofijom Farkaš.
-Njegov sin iz prvog braka Muhammad al-Gaddafi bi je u nemilosti, pa je kao utješnu nagradu dobio vođenje Libijskog olimpijskog odbora. Predsjedao je glavnom libijskom telekomunikacijskom kompanijom. 29. kolovoza 2011.  pobjegao je s pomajkom, bratom Hanibalom i sestrom Ayeshom u Alžir. Nema supruge, a dijete mu je navodno ubijeno s njegovim bratom tijekom zračnog napada na Tripoli, 30. travnja 2011.
-Drugi sin po redu je Saif al-Islam al-Gaddafi, po struci likovni umjetnik, koji je vodio dobrotvorni fond koji je bio umiješan u pregovore oko oslobađanja talaca koje su uzimali islamski militanti, posebno na Filipinima. Bio je odgovoran za većinu kriminalnih organizacija u Libiji. Povezivali su ga s izraelskom glumicom Orly Weinerman, no to je ona demantirala. Poslije ubojstva svog oca pobjegao je u južni dio Libije, no uhvaćen je i doveden u grad Zintan, te će mu se suditi. Nema supruge niti djece.
-Treći sin po starosti Al-Sadi al-Gaddafi, upravljao je Nogometnim savezom Libije, a poznat je i po tome što je kao nogometaš igrao u talijanskiom prvoligaškom klubu Perugia i producirao filmove. Vjenčao se za kćer tadašnjeg generala libijske armije. Po navodima bio je „crna ovca u obitelji” zbog svojih opijanja, partijanja i zabava s muškarcima i ženama. Izjavio je kako je biseksualac. U njegovu je domu nakon pada Tripolija pronađena je gej pornografija. Tijekom Rata u Libiji bio je dio posebnih libijskih vojnih snaga. 29. rujna, dok je još trajao građanski rat, raspisana je interpolova tjeralica za njim. 11. studenog nigerski predsjednik je rekao kako je njegova država pružila humanitarni azil Al-Sadiju. 7. prosinca je objavljeno da je Al-Sadi htio pobjeći u Meksiko. Nema djece.
-Njegovo četvrto dijete je sin Hanibal al-Gaddafi, upravljao je nacionalnom kompanijom za prijevozom nafte. Poznat je po napadu na talijanskog policajca (2001.), vožnje u pijanom stanju (2004.) i napada na vlastitu djevojku u Parizu (2005.). Zbog napada na dva djelatnika u jednom švicarskom hotelu 2008, bio je priveden od švicarske policije. Zbog toga su nastali zategnuti odnosi između Švicarske i Libije. Vjenačao se za Aline Skaf s kojom ima kćer i sina. Nju je zlostavljao,a također, jednom kada su njih dvoje bili u hotelu u Londonu, premlatio ju je i izranjavao po licu. Nakon zauzeća Tripolija pobunjenici su u njihovoj raskošnoj vili pronašli zavezanu dadilju njihove djece. Ona je bila zavezana u kupaonici tri dana, a napala ju je i izudarala Hanibalova supruga Aline. Poslije zauzeća Tripolija 29. kolovoza 2011.  odletio je u Alžir sa svojom majkom, bratom Muahammadom, sestrom Ayeshom, svojom suprugom i s djetetom. Njegovo drugo dijete navodno je poginulo s njegovim bratom tijekom napada na Tripoli, 30. travnja 2011.
-Njegova jedina kćer je Ayesha al-Gaddafi, odvjetnica koja se pridružila timu za obranu Sadama Huseina. Vjenčala se za Ahmeda al-Gaddafija al-Qahsija, rođaka svoga oca i s njim je imala četvero djece. Njezin suprug ubijen je 26. srpnja 2011., tijekom francuskog bombardiranja Tripolija, zajedno s njihovo troje djece. Ona je nakon zauzeća Tripolija  pobjegla u Alžir sa svojom obitelji gdje je rodila svoje četvrto dijete, jedino koje joj je ostalo.
-Njegovo šesto dijete, Moatassem al-Gaddafi, ubijen je 20. listopada 2011. poslije borbe za Sirt, u zarobljeništvu pobunjenika. Bio je jaka osoba u institucijama nacionalne sigurnosti i unutrašnjoh poslova. Nije imao suprugu niti djece.
-Njegovo sedmo dijete, Saif al Arab al-Gaddafi, ubijen je 30. travnja 2011. tijekom zračnog napada na Tripoli zajedno s troje unuka Muammara al-Gaddafia. Njegova smrt se često navodi kao propaganda, no jedan francuski liječnik potvrdio je njegovu smrt. Tadašnji talijanski premijer Silvio Berlusconi tvrdio je da je Saif al-Arab živ. Njegovi nećaci koji su poginuli s njim navodno su troje djece njegove sestre Ayeshe, dijete njegovog brata Hanibala i dijete njegovog brata Muhammada.
Od 2006. studirao je u Münchenu,no nakon početka građanskog rata otac ga poziva u libijsku vojsku. Nije imao suprugu niti djecu.
-Njegovo osmo dijete, Khamis al-Gaddafi, bio je voditelj libijskih zračnih snaga, navodno je ubijen u noći s 4. na 5. srpnja 2011. u gradu Zlitenu, no postoje mnogi navodni datumi njegove smrti tijekom libijskog građanskog rata kao i teorija da je još uvijek živ. Nije imao suprugu ni djecu.
Imao je dvoje supruge, Fatifu al-Nuri (1969. – 1970.) i Sofiju Farkash (1971. – 2011), porijeklom Mostarku.
Siječnja 2002., Gaddafi je otkupio 7,5 % dionica Juventusa za 21 milijun američkih dolara preko Lafika (Libijska arapska kompanija za strana ulaganja). Iako je Gaddafi veliki ljibitelj nogometa, još važnije je nastavljanje dugih veza s Giovannijem Agnellijem, vlasnikom Fiata. Gaddafi je također postao uključen u šah: ožujka 2004, FIDE, je objavila da će on osigurati novac za nagradu za Svjetsko prvenstvo u šahu, održanom u Tripoliju tijekom lipnja i srpnja 2004. godine.

## Velika pobuna
Nakon narodnih pobunu u Tunisu i Egiptu tijekom zime 2010. – 2011. godine, a nakon svrgavanja tuniskog predsjednika Ben Alija i egipatskog predsjednika Hosnija Mubaraka, u Cirenaici 15. veljače 2011. izbija treća velika pobuna u zadnjih 20 godina. Započela je demonstracijama protiv korupcije i drugih nepravilnosti vezanih uz gradnju socijalnih stanova, na što je Gaddafijeva vlada reagirala povećavši budžet za gradnju socijalnih stanova, ali i hapšenjem organizatora protesta protiv korupcije. Hapšenje vođa pobune je, međutim, nju samo intenziviralo, pogotovo u Cirenaici. Kao datum njenog početka se obično vezuje 17.2. kada je na ustanak pozvala organizacija Nacionalna konferencija libijske opozicijesa sjedištem u Londonu.
Dio komentatora vjeruje da je pobuna u Libiji, usprkos prividnih sličnosti, sasvim različita od pobuna u Tunisu i Egiptu, izazvanih prije svega rastućim siromaštvom; stanovnici Libije, uključujući i pobunjena područja, nasuprot tome uživaju za bliskoistočne prilike izuzetno visoki životni standard . Dio komentatora vjeruje da je pobuni snažan poticaj dalo i prisustvo 1,5 milijuna Egipćana koji su kao ekonomski migranti živjeli u Libiji i činili oko 20 posto stanovništva.
Pobuna, odnosno pokušaji Gaddafija da je uguši korištenjem oružane sile protiv demonstranata, dovela je do još veće eskalacije nasilja, kada su se demonstrantima priključile pojedine jedinice vojske; Gaddafija su tada počeli napuštati brojni suradnici, a pobunjenici u roku od nekoliko dana zauzeli Bengazi i Cirenaiku. Nakon brojnih izvještaja o masovnom krvoproliću i brojnim ljudskim žrtvama za koje se odgovornim drže Gaddafiju odane vojne i policijske snage, 27. veljače 2011. je Vijeće sigurnosti UN jednoglasno usvojilo rezoluciju kojom se protiv Libije uvodi embargo na uvoz oružja i odobrava krivični postupak protiv Muammara Gaddafija na Međunarodnom krivičnom sudu za ratne zločine. Uhvaćen je 20. listopada. 2011. u rodnom gradu gdje je istog dana likvidiran metkom u želudac i glavu.

## Vanjske poveznice
- Službena stranica  Arhivirana inačica izvorne stranice od 30. rujna 2014. (Wayback Machine)
- Libijski premijer poriče odgovornost
- Rojtersov članak o Gaddafijevoj Ujedinjenoj Africi tijekom sastanka G8 o otpisivanju afričkih dugova[neaktivna poveznica]
- Libya news and views  Arhivirana inačica izvorne stranice od 19. siječnja 2009. (Wayback Machine)
- Službena stranica Gaddafijevih protivnika  Arhivirana inačica izvorne stranice od 20. travnja 2006. (Wayback Machine)